# Lew Arkadjewitsch Krowizki
Lew Arkadjewitsch Krowizki (russisch Лев Аркадьевич Кровицкий; * 27. Februar 1900 in St. Petersburg; † 27. Dezember 1961 oder 1962 ebenda) war ein sowjetischer Theater- und Film-Schauspieler.

## Leben und Leistungen
Lew Krowizki war der Sohn des Schriftsetzers Arkadi Filippowitsch Krowizki (1872–1914) und der Hausfrau Elisabeth Arkadjewna Melamed (1878–1917). Er besuchte ein Privatgymnasium in seiner Heimatstadt und ließ sich anschließend von 1918 bis 1922 am Alexandrinski-Theater zum Schauspieler ausbilden. Unmittelbar danach wechselte er an das Akademische Große Dramatische Theater „G. A. Towstonogow“ und verblieb dort zunächst bis 1936. Krowizki konnte hier in vielen bekannten Stücken wie Julius Caesar und Was ihr wollt von William Shakespeare, Der Diener zweier Herren von Carlo Goldoni, Ruy Blas von Victor Hugo, Die Zeit wird kommen von Romain Rolland, Le mariage de Figaro von Pierre Augustin Caron de Beaumarchais, Разлом von Boris Andrejewitsch Lawrenjow, Die drei Dickwänste von Juri Olescha sowie Ein einträglicher Posten und Mädchen ohne Mitgift von Alexander Ostrowski mitwirken.
Parallel dazu stand er in den Jahren 1932 und 1933 auch für das Leningrader Akademische Kleine Operntheater in Franz Lehárs Die gelbe Jacke, Franz von Suppès Boccaccio und Die Glocken von Corneville von Robert Planquette auf der Bühne.
Krowizki glänzte v. a. in humoristischen Rollen und wechselte 1936 ans Leningrader Komödientheater, das heutige Akademische Komödientheater "N. P. Akimow". Zwei Jahre später kehrte er noch einmal an seine ehemalige Wirkungsstätte zurück, ging aber 1938 endgültig ans Komödientheater. Hier folgten weitere Beteiligungen an bekannten Stücken wie Richard Brinsley Sheridans The School for Scandal, Alexander Suchowo-Kobylins Kretschinskis Hochzeit, Eugène Labiches Die Lebensretter oder Der Dank eine Bürde, Nikolai Pogodins Миссурийский вальс (Missurijski wals), Alexander Ostrowskis Wölfe und Schafe, Michail Saltykow-Schtschedrins Pompadour und Pompadourin, Eduardo De Filippos Lügen haben lange Beine, George Bernhard Shaws Frau Warrens Gewerbe, Jewgeni Schwarz’ Повесть о молодых супругах (Powest o molodych suprugach) und Тень (Ten). und Ion Luca Caragiales Der verlorene Liebesbrief.
Krowizki erspielte sich den Ruf eines Spezialisten für satirische Charaktere. Obwohl er in den Inszenierungen vieler klassischer Werke auftrat, lag sein Fokus aber zumeist auf modernen sowjetischen Stücken. Beim Publikum sowie bei Kritikern erfreute sich Krowizki großer Beliebtheit, die Rolle des Arthur Jacobs in Jewgeni Petrows Die Insel des Friedens brachten ihm selbst den Respekt des zeitgenössischen Schriftstellers Leonid Nikolajewitsch Rachmanow ein.
Im Film war Krowizki hingegen selten zu sehen. Er gab sein Debüt 1936 in Der Abgeordnete des Baltikums, wurde hier aber ebenso wenig in den Credits genannt wie in Anton Iwanowitsch ärgert sich (1941). Während des Deutsch-Sowjetischen Krieges drehte er in der Tadschikischen ASSR, wo u. a. die Schwejk-Adaption Швейк готовится к бою (Schweik gotowitsja k boju, 1942) entstand. Mit dem Richter in Alexander Rous Der unsterbliche Kaschtschai (1945) gab Krowizki seine letzte gelistete Kinorolle. Nach über 10-jähriger Filmpause war er 1961 noch einmal in der Fernsehproduktion Пёстрые рассказы (Pjostrye rasskasy) nach einer Erzählung Anton Tschechows zu sehen.
Krowizki war mit Tatjana Wassiljewna Kurzer verheiratet, die für Lengosestrada auf der Bühne stand. Er starb unterschiedlichen Angaben zufolge am 25. Dezember 1961 oder im Dezember 1962 und wurde auf dem Bolscheochtinskoje-Friedhof in Leningrad beigesetzt.

## Ehrungen
Krowizki war Träger folgender Auszeichnungen:
- Titel Verdienter Künstler der RSFSR (3. März 1934)
- Ehrenzeichen der Sowjetunion (11. März 1939)
- Titel Verdienter Kunstschaffender der Tadschikischen SSR (5. Januar 1944)
- Medaille „Für heldenmütige Arbeit im Großen Vaterländischen Krieg 1941–1945“ (17. Januar 1946)
- Medaille „Für die Verteidigung Leningrads“ (20. März 1946)[4]
- Titel Verdienter Kunstschaffender der Karelischen ASSR[5]

## Filmografie
- 1936: Der Abgeordnete des Baltikums (Deputat Baltiki)
- 1941: Anton Iwanowitsch ärgert sich (Anton Iwanowitsch serditsja)
- 1941: Танкер "Дербент" (Tanker „Derbent“)
- 1942: Швейк готовится к бою (Schweik gotowitsja k boju)
- 1943: Мы с Урала (My s Urala)
- 1945: Der unsterbliche Kaschtschai (Kaschtschei bessmertny)
- 1946: Im Namen des Lebens (Wo imja schisni)
- 1947: Abseits vom Leben (Schisn w zitadeli)
- 1961: Пёстрые рассказы (Pjostrye rasskasy) (Fernsehfilm)